# Арбагач
Арбагач — река в Томской области России, правый приток Чулыма. Устье реки находится в 427 км от устья по правому берегу Чулыма. Протяжённость реки 21 км.

## Данные водного реестра
По данным государственного водного реестра России относится к Верхнеобскому бассейновому округу,
 речной бассейн реки — (Верхняя) Обь до впадения Иртыша,
 речной подбассейн реки — Чулым,
 водохозяйственный участок реки — Чулым от г. Ачинска до водомерного поста в селе Зырянском.
Код водного объекта — 13010400212115200018057.